# Opinia naukowa o zmianie klimatu

Badania akademickie nad konsensusem naukowym w sprawie antropogeniczności globalnego ocieplenia wśród klimatologów (2010-2015) wskazują, że poziom tego konsensusu koreluje z wiedzą specjalistyczną w zakresie nauk o klimacie. Badanie z 2019 r. wykazało, że zgodność naukowców w tej sprawie wynosi 100%, a badanie z 2021 r. wykazało, że ten konsensus przekracza 99%.

Zgodność obserwacji zmian średniej globalnej temperatury.

Narodowe i międzynarodowe akademie nauk oraz profesjonalne stowarzyszenia wytworzyły silny naukowy konsensus na temat globalnego ocieplenia. Niemal wszyscy (97%-98%, 99,994%) klimatolodzy aktywnie publikujący artykuły o klimacie są zdania, że od połowy XX w. klimat Ziemi się ociepla i jest to spowodowane głównie przez aktywność człowieka. Oceny te potwierdzają i popierają stanowisko Międzyrządowego Zespołu ds. Zmian Klimatu (IPCC).
Artykuł ten dokumentuje opinię naukową przedstawioną przez syntetyczne raporty, ciała naukowe o narodowym lub międzynarodowym znaczeniu i badania opinii wśród klimatologów. Poglądy indywidualnych naukowców, poszczególnych uniwersytetów lub laboratoriów, ani opinie list jednostek powstałych w wyniku samoselekcji, np. petycje, nie są w nim uwzględnione.

## Raporty syntetyczne
Raporty syntetyczne to przegląd literatury naukowej, integrujący wyniki niezależnych od siebie badań, w celu zapewnienia szerszego zrozumienia lub opisania stanu wiedzy na dane zagadnienie.

### Międzyrządowy Zespół ds. Zmian Klimatu (IPCC) 2007
W lutym 2007 IPCC opublikował podsumowanie tworzonego wówczas Czwartego raportu IPCC. W przedstawionym raporcie IPCC stwierdziła, że większość (> 50%) obserwowanego globalnego ocieplenia obserwowanego od połowy XX wieku z prawdopodobieństwem powyżej 90% jest spowodowana wzrostem stężenia gazów cieplarnianych w atmosferze w wyniku działalności człowieka. Prawdopodobieństwo zmian klimatu wyłącznie pod wpływem czynników naturalnych oceniano na mniej niż 5%. W tym przypadku za globalne ocieplenie uznano wzrost średnich temperatur globalnych o 0,75 °C na przestrzeni ostatnich 100 lat. Pełny raport IPCC ukazał się w marcu 2007 roku.

### Międzyrządowy Zespół ds. Zmian Klimatu (IPCC) 2014
Bazując na 9200 recenzowanych naukowo artykułach, IPCC stwierdził, że ocieplenie klimatu jest jednoznaczne (unequivocal). Ziemię czekają bezprecedensowe zmiany na przestrzeni dekad, a nawet mileniów, włączając ogrzewanie się atmosfery i oceanów, zmniejszenie pokrywy śniegowej i lodowej, oraz wzrost poziomu morza. Emisje gazów cieplarnianych, napędzana w dużym stopniu wzrostem ekonomicznym i ludności, doprowadziły ich stężenia do poziomów nie spotykanych w atmosferze od co najmniej 800 tys. lat. Jest niezwykle prawdopodobne [zgodnie z konwencją przyjętą w raporcie oznacza to prawdopodobieństwa 95%–100%], że człowiek wpłynął w sposób dominujący na obserwowane od połowy XX wieku ocieplenie.

### Federal Climate Change Science Program
Powołana w 2002 przez rząd George’a Busha Federal Climate Change Science Program opublikowała 2 maja 2006 pierwsze z 21 sprawozdań, gdzie ogłoszono:

Badania [...] wykazują wyraźne dowody wpływu człowieka na system klimatyczny (przez zmiany w gazach cieplarnianych, aerozolach i ozonie stratosferycznym). Zaobserwowanych zmian w ostatnich 50 latach nie można wytłumaczyć samymi naturalnymi procesami, ani też przez same efekty przelotnych składników atmosfery (jak aerozole i ozon troposferyczny).

W sprawozdaniu z 29 maja 2008 napisano:

Jest ogólnie przyjęte przez formalne badania z atrybucją, że globalne ocieplenie w ostatnich 50 latach spowodowane jest głównie wskutek wywołanych przez człowieka wzrostów w gazach zdolnych zatrzymywać ciepło.

### Berkeley Earth Surface Temperature
Projekt Berkeley Earth był wspierany przez U.S. Department of Energy oraz Lawrence Berkeley National Laboratory. Jego celem było zebranie i przenalizowanie większej liczby danych ze stacji meteorologicznych niż w poprzednich badaniach. Zarówno zbiory danych, zastosowane metody analityczne oraz oprogramowanie zostały udostępnione publicznie.
Głównym wnioskiem była obserwacja, że w ciągu ostatnich 250 lat średnia temperatura na Ziemi wzrosła o 1,5 °C, z czego o 0,9 °C w ciągu ostatnich 50 lat. Największy wpływ na te zmiany ma aktywność wulkaniczna oraz antropogeniczna emisja gazów cieplarnianych. Wpływ aktywności słonecznej jest niewielki.

## Organizacje zgadzające się

### Akademie nauk

#### InterAcademy Council
Reprezentująca akademie nauki i techniki z całego świata, złożona z 15 przewodniczących krajowych akademii InterAcademy Council (IAC) w 2007 roku opublikowała raport zatytułowany Lighting the Way: Toward a Sustainable Energy Future. Mówi on m.in.:

Obecne wzorce surowców energetycznych i użytkowania energii okazują się bardzo szkodliwe dla długoterminowego dobrobytu ludzkości. Integralność kluczowych systemów naturalnych już jest w niebezpieczeństwie z powodu zmian klimatu, spowodowanych emisją atmosferycznych gazów cieplarnianych.

Potrzeba wspólnych starań na rzecz podniesienia wydajności energetycznej i ograniczenia roli węgla w światowej gospodarce.

#### International Council of Academies of Engineering and Technological Sciences (CAETS)
W październiku 2007 International Council of Academies of Engineering and Technological Sciences wystosował Statement on Environment and Sustainable Growth:

Tak jak odnotował to Intergovernmental Panel on Climate Change (IPCC), większość zaobserwowanego globalnego ocieplenia od połowy XX wieku jest najprawdopodobniej spowodowana emisją gazów cieplarnianych wyprodukowanych przez człowieka; to ocieplenie będzie nieustannie kontynuowane, jeżeli obecne emisje antropogeniczne będą kontynuowane lub, co gorsza, będą się niekontrolowanie zwiększać.

CAETS popiera współczesne apele, aby zredukować lub kontrolować emisje gazów cieplarnianych do akceptowalnych norm, tak szybko jak to tylko możliwe.

#### Wspólne oświadczenie akademii nauk z 2001
W 2001 narodowe akademie z Australii, Belgii, Brazylii, Chin, Francji, Indii, Indonezji, Irlandii, Kanady, Karaibów, Malezji, Niemiec, Nowej Zelandii, Szwecji, Wielkiej Brytanii i Włoch wystosowały wspólne oświadczenie, w którym uznają IPCC za ciało reprezentujące naukowy konsensus w sprawie zmian klimatu.

#### Wspólne oświadczenie akademii nauk z 2005
W 2005 narodowe akademie nauk krajów G8 oraz Brazylia, Chiny i Indie (trzy kraje emitujące największą ilość gazów cieplarnianych z wszystkich krajów rozwijających się) podpisały oświadczenie w sprawie globalnej odpowiedzi na zmianę klimatu. Deklaracja uznaje wnioski IPCC i podkreśla, że dowody naukowe są wystarczające do podjęcia natychmiastowych działań.

#### Wspólne oświadczenie akademii nauk z 2007
W związku ze szczytem grupy G8 2007 narodowe akademie nauk krajów G8+5 wystosowały deklarację, wspominając Wspólne oświadczenie akademii nauk z 2005 i potwierdzając zgodność swojego stanowiska z tamtejszą deklaracją w oparciu o najnowsze badania.
Trzynaścioro sygnatariuszy to narodowe akademie nauk z Brazylii, Chin, Francji, Indii, Japonii, Kanady, Meksyku, Niemiec, Rosji, Republiki Południowej Afryki, Stanów Zjednoczonych, Wielkiej Brytanii i Włoch.

#### Network of African Science Academies
W 2007 Network of African Science Academies wręczyło przywódcom obradującym na szczycie G8 w Niemczech wspólne „Oświadczenie nt. samowystarczalności, wydajności energii i zmian klimatu” (ang. Statement on sustainability, energy efficiency, and climate change).

W oparciu o obecne dowody, w globalnym środowisku naukowym istnieje konsensus, że działalność człowieka to główne źródło zmiany klimatu, a spalanie paliw kopalnych ponosi w znacznej mierze odpowiedzialność za tę zmianę.

IPCC należą się gratulacje za wkład włożony w uświadamianiu społeczeństwa o zależnościach istniejących pomiędzy energią, klimatem i samowystarczalnością.

Trzynaścioro sygnatariuszy to narodowe akademie nauk Kamerunu, Ghany, Kenii, Madagaskaru, Nigerii, Senegalu, Republiki Południowej Afryki, Sudanu, Tanzanii, Ugandy, Zambii, Zimbabwe i Afrykańska Akademia Nauk (AAS).

#### European Academy of Sciences and Arts
W marcu 2007 European Academy of Sciences and Arts wystosowała formalną deklarację, w której oświadczyła:

Działalność człowieka jest najprawdopodobniej odpowiedzialna za ocieplenie klimatu. Większość klimatycznego ocieplenia w ostatnich 50 latach jest prawdopodobnie spowodowana wzrostem koncentracji gazów cieplarnianych w atmosferze. Udokumentowane długoterminowe zmiany klimatu to zmiany temperatury i lodu Arktyki, rozległe zmiany w ilościach opadów, zasolenie oceanów, rozkład wiatrów i pogoda ekstremalna, wliczając w to susze, silne opady, fale upałów i intensywność cyklonów tropikalnych.

#### Polska Akademia Nauk (PAN)
Oświadczenie Polskiej Akademii Nauk z 13 grudnia 2007 głosi, że problem globalnego ocieplenia i zmian klimatycznych „jest jednym z najbardziej dramatycznych wyzwań współczesności”. Przywołując apele IPCC, stwierdzono, że „jest powinnością nauki polskiej i władz państwowych, aby w sposób przemyślany, zorganizowany i aktywny włączyć się w realizację tych idei”. Wzrost stężenia dwutlenku węgla i „innych, szkodliwych gazów generowanych przez działalność człowieka” został określony jako „fakty”.
W czerwcu 2009 Komitet Geofizyki PAN zajmujący się badaniami fizyki atmosfery i klimatu przedstawił Stanowisko w sprawie współczesnej zmiany klimatu.
w którym stwierdza:
„Scenariusze dotyczące zmiany klimatu opracowane za pomocą modeli matematycznych są wprawdzie obarczone niepewnością, ale powinny być brane pod uwagę przy podejmowaniu decyzji politycznych i gospodarczych. Kolejne raporty Międzyrządowego Zespołu ds. Zmian Klimatu (IPCC), laureata Pokojowej Nagrody Nobla 2007, są, mimo pewnych niedostatków, najlepszą i najbardziej kompetentną syntezą badań na temat klimatu Ziemi. (....) Środowisko [naukowe] poważnie traktuje tezę, że niezależnie od naturalnej zmienności klimatu istotne i potencjalnie groźne jego zmiany – w szczególności globalne ocieplenie – są także skutkiem działalności człowieka.”

### Naukowe ogólne

#### Europejska Fundacja Nauki (ESF)
W 2007 Europejska Fundacja Nauki opublikowała „Position Paper” Impacts of Climate Change on the European Marine and Coastal Environment, w którym stwierdza:
Istnieją przekonujące dowody, iż od czasu rewolucji przemysłowej działalność człowieka, skutkująca wzrostem stężeń gazów cieplarnianych, stała się głównym czynnikiem zmian klimatycznych. Gazy te wpływają na globalny klimat, kumulując ciepło w troposferze, podnosząc tym samym średnią temperaturę planety oraz zmieniając globalną cyrkulację powietrza i schematy opadów. Dokument konkluduje: Niezbędne są bieżące działania krajowe i międzynarodowe, mające na celu powstrzymanie i ograniczenie emisji gazów cieplarnianych, chociaż obecne stężenie gazów cieplarnianych w atmosferze i jego skutki przetrwają zapewne dziesięciolecia.

#### American Association for the Advancement of Science (AAAS)
W 2006 American Association for the Advancement of Science wystosowała oficjalne oświadczenie na temat zmian klimatu, które stwierdza:
„Dowody naukowe są jasne: spowodowana przez działalność człowieka globalna zmiana klimatu ma miejsce i jest to rosnące zagrożenie dla społeczeństwa...Tempo zmian i dowody na szkodliwość wzrosły wyraźnie w ciągu ostatnich pięciu lat. Czas teraz na kontrolę emisji gazów cieplarnianych.”

#### Międzynarodowa Rada Nauki (ICSU)
W październiku 2007 Międzynarodowa Rada Nauki wydała „kluczowe oświadczenie ICSU” (ang. key ICSU statement), w którym zgodziła się, że „ustalone jest już ponad wszelką wątpliwość, że następuje zmiana klimatu, a w znacznej mierze spowodowane jest to działalnością człowieka. IPCC jest jednym z wielu przykładów na potrzebę zapewnienia naukowego zrozumienia jako podstawę rozsądnej polityki.

#### Federacja Naukowców Amerykańskich (FAS)
W Energy and Environment Overview Federacja Naukowców Amerykańskich stwierdza, że „nie ma poważnych wątpliwości, że działalność człowieka zmienia klimat ziemski w potencjalnie katastroficzny sposób. Nawet sceptycy muszą przyznać, że ryzyko jest prawdziwe, a rozwaga nakazuje działanie, choćby jako polisa ubezpieczeniowa; jedyna poważna debata to jak najlepiej zareagować.”

#### National Research Council (NRC)
W 2001 Committee on the Science of Climate Change amerykańskiego National Research Council opublikował Climate Change Science: An Analysis of Some Key Questions wyrażające opinię nt. obecnej zmiany klimatu:
„Zmiany zaobserwowane w ostatnich kilku dekadach są prawdopodobnie w większości spowodowane przez działalność człowieka, choć nie możemy wykluczyć, że znaczna część tych zmian jest także wynikiem zmienności naturalnej. Wywołane przez człowieka ocieplenie i powiązany wzrost poziomu morza oczekiwane są na cały XXI wiek... Konkluzja IPCC, że większość zaobserwowanego ocieplenia w ostatnich 50 latach ma miejsce prawdopodobnie wskutek wzrost koncentrachu gazów cieplarnianych, prawidłowo odzwierciedla obecną opinię środowiska naukowego na ten temat.”

### Meteorologia/Oceanografia

#### Światowa Organizacja Meteorologiczna (WMO)
W oświadczeniu Statement at the Twelfth Session of the Conference of the Parties to the U.N. Framework Convention on Climate Change zaprezentowanym 15 listopada 2006, Światowa Organizacja Meteorologiczna stwierdza potrzebę „zapobiegniecia niebezpiecznym ingerencjom antropogenicznym w system klimatyczny.” WMO jest zdania, że „sprawozdania naukowe potwierdziły, że działalność człowieka faktycznie zmienia skład atmosfery, w szczególności poprzez spalanie paliw kopalnych do porodukcji energii i transoprtacji.” Stwierdza też, że „obecne stężenie atmosfertczne CO2 nie było większe od ostatnich 420 000 lat”, a raporty IPCC dostarczają najbardziej autorytatywnych, aktualizowanych porad naukowych.”

#### Amerykańskie Towarzystwo Meteorologiczne (AMS)
W oświadczeniu przyjętym przez Radę American Meteorological Society (AMS Council) 9 lutego 2003 napisano:
„Są teraz wyraźne dowody, że średnia roczna temperatura powierzchni Ziemi wzrastała w ostatnich 200 latach. Są też wyraźne dowody, że ilość gazów cieplarnianych w atmosferze w tym okresie wzrastała. W ostatniej dekadzie nastąpił znaczny postęp umożliwiający lepsze zrozumienie systemu klimatycznego i udoskonalone prognozy długoterminowej zmiany klimatu... Działalność człowieka stała się głównym źródłem zmian w środowisku. Wielce pilną kwestią są klimatyczne konsekwencje wzrastających atmosferycznych ilości gazów cieplarnianych... Ponieważ gazy cieplarniane wciąż wzrastają, prowadzimy w istocie globalny eksperyment klimatyczny, nie planowany ani nie kontrolowany, którego wynik może stanowić bezprecedensowe wyzwania dla naszej wiedzy i przezorności, a także mieć znaczny wpływ na nasze naturalne i społeczne systemy.”

#### Royal Meteorological Society
W lutym 2007, po wydaniu podsumowania Czwartego Raportu IPCC, Royal Meteorological Society wydało oświadczenie popierające raport. Poza odnoszeniem się do IPCC jako „najlepszymi klimatologami na świecie” stwierdzili, że zmiana klimatu dzieje się „wskutek emisji od czasów industrializacji; wprawiliśmy już w ruch kolejne 50 lat globalnego ocieplania się – co czynimy teraz zadecyduje jak się to pogorszy”.

#### Australian Meteorological and Oceanographic Society (AMOS)
Australian Meteorological and Oceanographic Society opublikowała Statement on Climate Change, gdzie oświadczyła:
„Globalna zmiana klimatu i globalne ocieplenie są prawdziwe i zauważalne... Jest wysoce prawdopodobne, że działalność człowieka, która spowodowała wzrost koncentracji gazów cieplarnianych ponosi główną odpowiedzialność za obserwowane ocieplenie od 1950... Stężenie atmosferyczne dwutlenku węgla wzrosło o ponad 30% od początku ery przemysłowej i jest obecnie większe niż kiedykolwiek w ciągu ostatnich 650 000 lat. Ten wzrost to bezpośredni skutek spalania paliw kopalnych, deforestacji na dużą skalę i innych działań człowieka.”

#### Canadian Meteorological and Oceanographic Society (CMOS)
W 2007 Canadian Meteorological and Oceanographic Society wystosowało następujące oświadczenie:
„CMOS udziela poparcia procedurze okresowej oceny klimatu przeprowadzanej przez Międzyrządowy Zespół do spraw Zmian Klimatu i popiera wnioski w Trzecim Raporcie, stwierdzającym, że bilans dowodów naukowych sugeruje zauważalny wpływ człowieka na klimat globalny”

### Nauki o Ziemi

#### Amerykańska Unia Geofizyczna (AGU)
Oświadczenie Amerykańskiej Unii Geofizycznej wystosowane w 2003 i skorygowane w 2007 przyznaje, że wzrastające koncentracje antropogenicznych gazów cieplarnianych powodowały i nadal będą powodować ocieplenie globalnej temperatury powierzchni Ziemi.

#### Geological Society of America (GSA)
W 2006 Geological Society of America wydała następujące oświadczenie nt. globalnej zmiany klimatu:
„Geological Society of America (GSA) popiera naukowe wnioski, że klimat Ziemi się zmienia; zmiany klimatu mają miejsce częściowo wskutek działalności człowieka, a prawdopodobne skutki zmiany klimatu będą znaczne i ślepe na geopolityczne granice. Ponadto, potencjalne następstwa globalnej zmiany klimatu i skala czasowa, w której takie zmiany mogą się prawdopodobnie zdarzyć, wymagają aktywnego, efektywnego i długoterminowego planowania.”

#### Stratigraphy Commission of the Geological Society of London
Geological Society of London oświadczyła, że
„dowody na wywołanie przez człowieka zmiany klimatu są już przekonujące, a potrzeba podjęcia bezpośredniego działania przymusowa.”

#### Międzynarodowa Unia Geodezji i Geofizyki (IUGG)
W lipcu 2007 Międzynarodowa Unia Geodezji i Geofizyki przyjęła uchwałę The Urgency of Addressing Climate Change. IUGG zauważa:
„szczegółowe i szeroko akceptowane i wspierane sprawozdania naukowe przeprowadzone przez Intergovernmental Panel on Climate Change oraz regionalne i narodowe ciała, które pewnie ustaliły, na podstawie dowodów naukowych, że działalność człowieka to główny powód niedawnej zmiany klimatu.”
Ponadto:
„dalsze poleganie na spalaniu paliw kopalnych jako głównego źródła energii dla świata doprowadzi do dużo wyższych atmosferycznych koncentracji gazów cieplarnianych, które z kolei spowodują znaczny wzrost temperatury powierzchni, poziomu morza, zakwaszenie oceanów i podobne następstwa dla środowiska i społeczeństwa.”

#### Międzynarodowa Unia Nauk Geologicznych (IUGS)
W swoim prospekcie Climate Change dla projektu Międzynarodowy Rok Planety Ziemia IUGS stwierdza:
„pogląd, że człowiek wywarł znaczące piętno na niedawnej zmianie klimatu jest już przekonujący, a wylesianie, budowanie i antropogeniczne emisje gazów silnie oddziałują na ocieplenie Ziemi.”
„Wiemy, że działalność człowieka wywołała zmiany w chemii atmosfery i pokrywach terenów, spowodowała też poważne zubożenie bioróżnorodności.”

#### Europejska Unia Nauk o Ziemi (EGU)
W lipcu 2005 Europejska Unia Nauk o Ziemi wystosowała oświadczenie wspierające wspólne oświadczenie akademii nauk nt. globalnej odpowiedzi na zmianę klimatu. Dodatkowo EGU zgodziła się, że IPCC:
„reprezentuje najwyższy poziom w nauce o zmianie klimatu, popierany przez znaczące akademie nauk na świecie i ogromną większość badaczy naukowych, co zostało udokumentowane w recenzowanej literaturze naukowej.”

#### Komitet Geofizyki PAN
W czerwcu 2009 Komitet Geofizyki PAN zajmujący się badaniami fizyki atmosfery i klimatu opublikował Stanowisko w sprawie współczesnej zmiany klimatu, w myśl którego m.in.
„Kolejne raporty Międzyrządowego Zespołu ds. Zmian Klimatu (IPCC), laureata Pokojowej Nagrody Nobla 2007, są, mimo pewnych niedostatków, najlepszą i najbardziej kompetentną syntezą badań na temat klimatu Ziemi i dobrze odzwierciedlają postęp wiedzy na temat procesów klimatotwórczych zachodzących na Ziemi. Raporty te, podobnie jak oryginalne prace naukowe stanowiące ich podstawę, a także prace naukowe, które ukazały się po opublikowaniu ostatniego Raportu IPCC w roku 2007 oraz nowe dane obserwacyjne i wyniki nowych symulacji są publicznie dostępne i podlegają ciągłej, niezależnej weryfikacji ze strony światowego środowiska naukowego. Środowisko to poważnie traktuje tezę, że niezależnie od naturalnej zmienności klimatu istotne i potencjalnie groźne jego zmiany – w szczególności globalne ocieplenie – są także skutkiem działalności człowieka."

24 maja 2018 roku Komitet Geofizyki PAN wydał uaktualnione oświadczenie, w którym podkreśla rolę antropogenicznej emisji węgla.
„Emisje antropogeniczne węgla wynoszą ok. 10 GtC rocznie i na razie nie wykazują tendencji spadkowych. Obliczenia wskazują, że wypełnienie zobowiązań niedawnych Porozumień Paryskich o utrzymaniu wzrostu średniej temperatury na świecie znacznie niższego niż 2 °C powyżej poziomu sprzed epoki przemysłowej i dążeniu do tego, by ograniczyć wzrost do 1,5 °C, do roku 2100, nie będzie możliwe bez szybkiej redukcji emisji gazów cieplarnianych nie później niż do 2030 roku i neutralności węglowej w skali planety przed końcem XXI wieku.”

### Paleoklimatologia

#### American Quaternary Association (AMQUA)
American Quaternary Association stwierdza, że:
niewielu wiarygodnych naukowców wątpi już we wpływ człowieka na udokumentowany wzrost globalnej temperatury od Rewolucji Przemysłowej”, przytaczając „rosnącą liczbę dowodów naukowych, że ocieplenie atmosfery, szczególnie w ostatnich 50 latach, spowodowane jest bezpośrednio działalnością człowieka.

#### International Union for Quaternary Research (INQUA)
W oświadczeniu nt. zmian klimatu, International Union for Quaternary Research przytacza podstawowe wnioski IPCC oraz wzywa „wszystkie narody do podjęcia bezzwłocznych działań, zgodnie z ustaleniami UNFCCC”.
„Działalność człowieka powoduje obecnie wzrost atmosferycznych koncentracji gazów cieplarnianych – wliczając dwutlenek węgla, metan, ozon troposferyczny i tlenek azotu – znacznie powyżej poziomu sprzed ery przedprzemysłowej. Wzrosty w gazach cieplarnianych powodują wzrost temperatury... Naukowe zrozumienie zmiany klimatu jest wystarczająco klarowne by zmotywować narody do podjęcia bezzwłocznych działań... Minimalizacja ilości dwutlenku węgla docierającego do atmosfery to ogromne wyzwanie, lecz musi stać się globalnym priorytetem.”

### Inne

#### Amerykański Instytut Fizyki (AIP)
Kierownictwo Amerykańskiego Instytutu Fizyki udzieliło poparcia oświadczeniu Amerykańskiej Unii Geofizycznej o zmianie klimatu wskutek działalności człowieka z grudnia 2003.

#### Amerykańskie Towarzystwo Astronomiczne (AAS)
Amerykańskie Towarzystwo Astronomiczne wsparło oświadczenie AGU 2 czerwca 2004.

#### Amerykańskie Towarzystwo Chemiczne (ACS)
American Chemical Society stwierdziło:
Wnikliwe i wyczerpujące oceny naukowe wyraźnie wykazały, że system klimatyczny Ziemi zmienia się gwałtownie w odpowiedzi na obciążenie wzrostem atmosferycznych gazów cieplarnianych i pyłów zawieszonych (IPCC, 2007). Bardzo trudno jest wątpić, że zaobserwowane trendy klimatu spowodowane są działalnością człowieka. Ryzyko jest autentyczne, a podjęcie działania w celu redukcji zagrożeń w związku ze zmianą klimatu niecierpiące zwłoki.

#### Amerykańskie Towarzystwo Fizyczne (APS)
Amerykańskie Towarzystwo Fizyczne wystosowało w listopadzie 2007 oficjalne oświadczenie o zmianie klimatu:
Emisje gazów cieplarnianych wskutek działalności człowieka zmieniają atmosferę w sposób oddziałujący na klimat Ziemi. Do gazów cieplarnianych zalicza się dwutlenek węgla, a także metan, podtlenek azotu i inne gazy. Są one emitowane wskutek spalania paliw kopalnych i zakresu przemysłowych i rolniczych procesów.
Dowody są niepodważalne: ma miejsce globalne ocieplenie. Jeżeli nie zostaną podjęte żadne inicjatywy redukujące, mogą wystąpić istotne zaburzenia fizycznych i ekologicznych systemów ziemskich, systemów społecznych, bezpieczeństwa i zdrowia człowieka. Poczynając od teraz, musimy zredukować emisje gazów cieplarnianych.

#### Engineers Australia (IEAust)
W 2007 Institution of Engineers Australia wydało oświadczenie, w którym stwierdziło:
„Engineers Australia uważa, że Australia musi zareagować rychło i aktywnie wraz z oczekiwaniami globalnymi, by rozwiązać sprawę zmiany klimatu jako ekonomicznego, społecznego i przyrodniczego zagrożenia.”

## Oświadczenia alternatywne

### American Association of State Climatologists (AASC)
Oświadczenie American Association of State Climatologists z 2001 zwraca uwagę na trudności przy przewidywaniu efektów globalnego ocieplenia, choć uznaje wpływ działalności człowieka na klimat.

### American Association of Petroleum Geologists (AAPG)
Oświadczenie American Association of Petroleum Geologists (AAPG) o zmianie klimatu stwierdza, że:
skład członkowski AAPG jest podzielony co do stopnia wpływu antropogenicznego CO2 na niedawny i potencjalny wzrost globalnej temperatury... Pewne modele symulujące klimat przewidują kontynuację trendu ocieplenia, zgodnie z relacjami NAS, AGU, AAAS i AMS. AAPG szanuje te opinie naukowe, lecz chciałby dodać, że obecne prognozy ocieplenia klimatu mogą wchodzić w zakres dobrze udokumentowanej zmienności naturalnej na podstawie danych temperatury o klimacie w przeszłości i danych bezpośrednich. Dane te niekoniecznie popierają scenariusze ekstremalne prognozowane w niektórych modelach.

### Komitet Nauk Geologicznych PAN
W lutym 2009 Komitet Nauk Geologicznych PAN zajmujący się geologią opublikował stanowisko odnoszące się do antropogenicznej teorii ocieplenia klimatu, wskazujące na znaczną liczbę czynników wpływających na klimat Ziemi, niekompletność danych pomiarowych oraz niedoskonałość modeli, konkludując:
„Dlatego należy bezwzględnie zachować daleko idącą powściągliwość w przypisywaniu człowiekowi wyłącznej, czy choćby tylko dominującej, odpowiedzialności za zwiększoną emisję gazów cieplarnianych, gdyż prawdziwość takiego twierdzenia nie została udowodniona”
Stanowisko KNG PAN opublikowane w 2019 roku zostało skrytykowane przez redakcję portalu Nauka o klimacie (red. Marcin Popkiewicz, konsultacja merytoryczna: prof. Szymon Malinowski).